# Fekete család (tasnádi)
A tasnádi Fekete család egy régi református erdélyi család, mely 1684-ig tudja visszavezetni a családfáját.
1684-ben Fekete István és öccse, György tasnádi lakosok a fejedelemtől nemességet kérnek, említik, hogy már Báthori Zsófia fejedelemasszony szabadon bocsátotta őket.

## Híres családtagok
- Tasnádi (más írásmóddal Tasnády) Fekete Mária

## Címer
Kék mezőben zöld hármas halmon egy dús termésű tölgyfaágon jobbra forduló fehér galamb áll csőrében egy kis gallyat tart. Sisakdisz: a tölgyfaágon álló pajzsbeli galamb. Takarók: jobbról ezüst-vörös, balról arany-kék.